# Chiesa di Santo Stefano (Venezia, Portosecco)
La Chiesa di Santo Stefano è una parrocchiale dell’isola di Pellestrina, situata nel comune di Venezia appartiene però alla diocesi di Chioggia (forania di Chioggia-Pellestrina). 

## Storia
Le notizie più antiche fanno risalire al XII secolo la presenza di un piccolo oratorio. Nel 1456 venne costruito un nuovo oratorio intitolato a Maria. Nel 1500 circa venne reintitolato a santo Stefano e nel 1616 venne ampliato. A partire dalla seconda metà del Settecento venne costruita la chiesa attuale usando parte delle preesistenze, Nel 1808 la chiesadivenne parrocchiale ulteriormente ampliata.
Nel 1810 la parrocchia acquisì l'organo, rifatto da Gaetano Callido nel 1793, della chiesa di Santa Giustina di Venezia chiusa per decreto napoleonico e trasformata poi in scuola militare.